# تعطیلات رسمی در مالزی

ایالت‌هایی که روزهای شنبه و یکشنبه به عنوان روزهای تعطیل آخر هفته می‌باشد ایالت‌هایی که روزهای جمعه و شنبه به عنوان روزهای تعطیل آخر هفته می‌باشد

تعطیلات رسمی در مالزی (انگلیسی: Public holidays in Malaysia) برای هر دو بخش مناطق فدرال و ایالت تدوین می‌شود، تعطیلات به‌طور عمده بر اساس فهرست تعطیلات فدرال در سرتاسر کشور رعایت می‌شود که در هر ایالت و قلمرو فدرال با تعداد معدودی تعطیلات مختص آن منطقه همراه است. تعطیلات رسمی ترکیبی از تعطیلات غیرمذهبی در ارتباط با ملت و تاریخ آن، و منتخبی از تعطیلات سنتی و مذهبی گروه‌های مختلف قومی و مذهبی مالزی، می‌باشد.
قانون حاکم بر تعطیلات رسمی در مالزی، قانون تعطیلات ۱۹۵۱ (قانون ۱۳۶۹) در شبه‌جزیره مالزی و لابوآن، مقررات تعطیلات (صباح سربند. ۵۶) در صباح و مقررات تعطیلات رسمی (ساراواک سربند. ۸) در ساراواک است.

## مرور کلی
تعطیلات فدرال
تعطیلات رسمی فدرال توسط دولت فدرال تعیین می‌شود و در سراسر کشور، به جز برخی موارد استثنا، در نظر گرفته می‌شود. این تعطیلات طبق موارد زیر هستند:
- میلاد پیامبر
- روز استقلال (روز ملی)
- سال نوی چینی (در ایالت‌های کلانتان و ترنگانو یک روز و در بقیه مناطق کشور دو روز)
- روز بودا
- یانگ دی‌پرتوان آگونگ (رسمی) (زادروز پادشاه)
- عید فطر (دو روز)
- عید قربان (در ایالت‌های کلانتان و ترنگانو دو روز و در بقیه مناطق کشور یک روز)
- دیوالی (به جز ایالت ساراواک)
- کریسمس
- روز کارگر
- سال نو اسلامی
- روز مالزی